# 静岡市立清水小学校
静岡市立清水小学校（しずおかしりつ しみずしょうがっこう）は、静岡県静岡市清水区松井町にある公立小学校。

## 沿革
- 1874年（明治7年）
  - 5月6日 - 私学校を合併して、清水町上二丁目に「明徳館」と称し、清水町の児童を集め教育を開始[1]。
  - 10月 - 公学となり、「第19番小学 明徳館」と改称する[1]。
- 1886年（明治19年）4月 - 「清水町立尋常小学校清水学校」に改編[1]。
- 1924年（大正13年）3月 - 清水市制実施に伴い、「清水市立清水尋常小学校」と改称[1]。
- 1941年（昭和16年）4月 - 国民学校制定により、「清水市立清水国民学校」と改称[1]。
- 1947年（昭和22年）4月 - 六三制実施により、「清水市立清水小学校」と改称[1]。
- 1951年（昭和26年）12月 - 養護学校を設置する[1]。
- 1956年（昭和31年）11月 - 給食室を新築し、完全給食を実施する[1]。
- 1963年（昭和38年）7月 - プール完成。
- 1973年（昭和48年）9月 - 鉄筋三階建（12教室）新築（南校舎西棟）[1]。
- 1974年（昭和49年）10月 - 創立100周年記念行事を行う[1]。
- 1981年（昭和56年）3月 - 管理棟鉄筋三階建校舎完成（職員室、校長室、保健室、理科室及び準備室、音楽室、普通教室4）する[1]。
- 1993年（平成5年）3月 - 体育館落成[1]。
- 1995年（平成7年）
  - 2月 - 創立120周年記念式典を行う（その後、音楽発表会）[1]。
  - 3月 - 創立120周年記念カプセル埋設[1]。
- 1998年（平成10年）3月 - 南校舎1階に、歴史資料館を開設する[1]。
- 2001年（平成13年）
  - 1月 - 新倉庫（歴史資料館）が完成する[1]。
  - 4月 - 静岡北養護学校清水分校開校[1]。
- 2003年（平成15年）4月1日 - 静岡市との合併に伴い、「静岡市立清水小学校」に改名[1]。
- 2007年（平成19年）
  - 7月 - ジャンボ滑り台お別れ式及び撤去[1]。
  - 11月 - 北校舎耐震補強工事完了[1]。
- 2009年（平成21年）
  - 4月 - 静岡県自転車免許制度の参加校に指定[1]。
  - 10月 - 市立清水保育園仮園舎移転後の原状回復工事完了。児童会により「清水っ子ふれあいの森」と命名[1]。
- 2010年（平成22年）3月 - 静岡県立北特別支援学校清水分校閉校[1]。
- 2011年（平成23年）
  - 1月 - 歴史資料館及びPTA倉庫棟撤去完了[1]。
  - 3月 - 11日14時46分に発生した東日本大震災（M9.0）[2]により、本校内に避難所開設。避難住民55人受け入れ[1]。
- 2013年（平成25年）3月 - プラタナスの老朽化により、安全を考慮し、伐採&剪定。ハントウ棒が学利協より寄付される。北校舎屋上工事、校舎壁打診点検完了[1]。

## 通学区域
清水区

| - 入船町 - 北矢部町一丁目・二丁目 - 幸町 - 三光町 - 清水町 - 庄福町の一部 - 清開一丁目 | - 築地町 - 日の出町 - 本町 - 松井町 - 港町一丁目・二丁目 - 美濃輪町 - 村松原一丁目 | - 八千代町 |

## 出身者
- 鈴木與平 (7代目)（鈴与会長） 清水尋常高等小学校

## アクセス
- しずてつジャストライン山原梅蔭寺線 「第三中学校前」停留所から、徒歩3分